# María Raquenel
María Raquenel Portillo Jiménez, o anteriormente conocida con su nombre artístico Mary Boquitas (Reynosa, Tamaulipas, 23 de diciembre de 1969), es una cantante, intérprete y compositora mexicana.
Comenzó su carrera artística de la mano del ex-productor y director Sergio Andrade quién formara el grupo «Boquitas Pintadas» donde tiempo después saldría como solista bajo el nombre Mary Boquitas.

## Vida personal
Actualmente Raquenel Portillo tiene su Podcast En boca cerrada en donde se ha vuelto uno de los más escuchados siendo número uno.
En la serie biográfica Gloria Trevi: ellas soy yo María Raquenel es personificada bajo el nombre de Alicia Flores, en donde sale a la luz todo el calvario que vivió junto a las demás personas del Clan Trevi-Andrade.
Tiempo más tarde, en 2023 Raquenel pone una demanda a Sergio Andrade en Estados Unidos, luego de casi 20 años de estar distanciados y alejados del Clan Trevi-Andrade.

## Caso Clan Trevi-Andrade
El caso Clan Trevi-Andrade surgió a raíz de la publicación del libro de Aline Hernández La Gloria por el infierno escrito en abril de 1998 en donde revelaba la relación de Sergio Andrade con Gloria Trevi, así como los supuestos abusos físicos, verbales y sexuales que recibían las jóvenes menores de edad que trabajaban con ellos, así como la corrupción de menores.
Posteriormente, el 13 de enero del 2000, fue detenida en Río de Janeiro, Brasil, junto a la cantante Gloria Trevi y el productor Sergio Andrade, acusados de corrupción de menores, secuestro y violación de la joven Karina Yapor ante la Procuraduría de Justicia del Estado de Chihuahua.

## PodcastEn boca cerrada
En abril del año 2023, María Raquenel Portillo, con su nombre real, publicó su podcast titulado En boca cerrada, en donde cuenta su historia de vida, así como sus inicios con Sergio Andrade y cómo se casaría con él a los 15 años. También cuenta cómo conoció a Gloria Trevi después de Boquitas Pintadas y lo que vivió con el llamado Clan Trevi-Andrade.
El podcast cuenta con 10 episodios cada temporada, producido por Uforia Podcast y Pitaya.
Tiempo después Portillo afirmó en su podcast que ella fue la primera víctima de Sergio Andrade, contando la forma en que fue manipulada por el productor y promotor artístico. También cuenta su embarazo no esperado, sin embargo Andrade la llevaría a un Hospital en Houston, Texas a hacerse un aborto donde Raquenel cuenta el por qué ella jamás fue madre como Gloria Trevi y todo el sufrimiento al no poder conocer a su futuro bebé.
En un episodio del podcast Raquenel declaró que en una entrevista otorgada por Paco Stanley en una emisión del programa "¡Pácatelas!", el presentador le dijo a Mary Boquitas que cantaba mejor que Gloria Trevi a lo cual ella dijo «Son estilos diferentes» y en ese mismo día Andrade le dio varios golpes en el cuerpo a Raquenel, dejándole moretones por todo el cuerpo a lo cual Raquenel tuvo que ponerse prendas que le taparan todo el cuerpo para el día siguiente.
A inicios de septiembre de 2023 Raquenel presenta la segunda temporada de su podcast, así como nuevas historias del Clan Trevi-Andrade luego de su gran éxito en su primera temporada, así donde el podcast se convirtió en ser el más escuchado en Estados Unidos en idioma español y el podcast más escuchado en México dentro de Spotify y Apple Music, en la segunda temporada contará sus vivencias desde su detención en Brasil hasta el día que fue liberada de prisión.

## Inicios enBoquitas Pintadas
En 1984, hizo una audición con Sergio Andrade (productor/director) para debutar en el medio del espectáculo. Formó un grupo musical el cual fue dirigido por el poderoso productor mexicano Sergio Andrade. Portillo fue elegida para el grupo, el productor tomó el nombre de «Boquitas Pintadas» porque sonaba muy diferente de los nombres de otras bandas de adolescentes típicos de la época, muchos de los cuales trató de copiar la banda Menudo. Debido al nombre de la agrupación, María Raquenel Portillo, más tarde se conocería artísticamente famosa como «Mary Boquitas».
Apodo que le pondría a temprana edad, el cual tenía un oculto significado, por lo cual años más tarde Raquenel en un programa de espectáculos afirmaría que no le gustaba el apodo de Mary Boquitas y que le gustaría que ya no la llamen así debido a que era un título de un libro basado en sexo y prostitución el nombre Boquitas Pintadas del mismo nombre del libro de Argentina Boquitas pintadas del escritor argentino Manuel Puig.

## Mary Boquitas
En 1995 Sony Music International lanzó su primer álbum en solitario, llamado Mary Boquitas, del cual se promovió el sencillo «A Contratiempo», sin embargo llegó a superar en popularidad a Gloria Trevi y su álbum Si me llevas contigo, ya que en ese momento, la intérprete de Dr. psiquiatra estaba enfrentando problemas con su compañía discográfica así como problemas de televisora.
Sin embargo en su podcast En boca cerrada María Raquenel declaró que Andrade la obligó a firmar su renuncia a la disquera Sony Music a poco menos de un año de su lanzamiento artístico, llamando a las oficinas de la disquera y pidiendo una cita para una renuncia, así fue como termina su estrellato fugaz.
En octubre de 2023 el tema de Mary Boquitas denominado A Contratiempo se ha vuelto viral en la plataforma de TikTok debido a su oculto significado y la historia real que cuenta la canción.
A mediados de noviembre del mismo año, el tema A Contratiempo en YouTube ha alcanzado medio millón de visitas debido a la historia de la canción.

## Independiente
En noviembre de 2004 fue invitada por Carmen Salinas para ser parte de la obra Aventurera. como actriz, bailarina y cantante. En 2009 lanzó un nuevo álbum llamado Fiesta. Boquitas interpretó a "Martina", un papel exitoso en la telenovelaMuchachitas como tú en México, personaje con el que gana dos premios TVyNovelas.
Ella fue "Laura" en un video home comedia en Pooky de aza, incursionó en el cine con una película de acción titulada Como hermanos, donde tiene el papel principal. En 2008 compuso e interpretó el tema Para olvidarte, tema de un álbum producido por Juan Romagosa, compositor y productor español.
Es contratada por el productor Manuel Martínez para protagonizar la cinta Felices 24 Horas, interpretando a "Sofía", figura principal de la historia donde la actriz se involucró a tal grado que permitió le cortaran el cabello, trasquilado, y se tiñó de rubia para dar mayor credibilidad a su primer protagónico en cine.
Es en 2010 que es lanzada y apoyada por la compañía de discos PRODISC, su nueva producción discográfica Es puro corazón, donde intenta marcar el cambio de nombre artístico al que fuera su original y con el que fuera bautizada: Raquenel. Se desprende de este álbum el primer sencillo titulado "Para Olvidarte" el cual durante las primeras semanas de promoción se coloca en el gusto del público, encabezando las listas de popularidad de la provincia mexicana.
En el disco Es puro corazón Raquenel incluye su tema más exitoso A Contratiempo en una nueva versión, sólo que en esta le cambia la pista y todos los arreglos para evitar regalías con Sergio Andrade.
Tiempo después Raquenel volvió a las yelenovelas con el melodrama mexicano Una familia con suerte bajo el papel de "Sandra", producido por el productor Juan Osorio para Televisa. Su último papel es como "Tránsito Carvajal" en Santa diabla para Telemundo en Estados Unidos.
A mediados de 2017 María Raquenel regresa a la música con el nuevo sencillo Una nueva mujer, estrenandose en Estados Unidos.
En 2023 luego del lanzamiento de su exitoso podcast titulado En boca cerrada en su segunda temporada Raquenel lanza un tema en honor al mismo.

## Álbumes

### ComoMary Boquitas
- Mary Boquitas - 1995
- Fiesta - 2001

### ComoRaquenel
- Es puro corazón - 2010

## Televisión
Telenovelas
- Muchachitas como tú (2007)... Martina
- Una familia con suerte (2011)... Sandra
- Santa diabla (2013)... Tránsito Carvajal

Programas
- El gordo y la flaca (2010) - Invitada[32][33]
- Rica, famosa, latina (2015) - Ella misma, Participante[34]
- My life is a telenovela (2016) - Ella misma, Participante[35]
- Sale el sol (2023) - Invitada[36]